# 多普勒超声

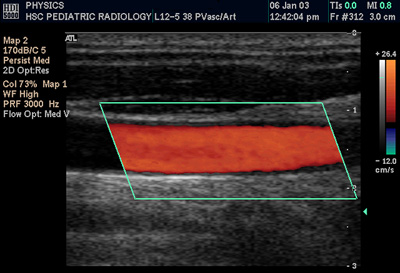
颈总动脉彩色超声多普勒声像图（双工扫描）

多普勒超声检查是一種利用多普勒效应对组织和体液（通常是血液）的运动以及组织和體液与超声换能器之間的相对速度进行成像的医学超声检查。
多普勒超声大大提高了医学超声检查的能力，它利用多普勒效应判断某结构（通常是血流）是否朝向或背离探头运动，并计算出其相对速度。通过计算部分样本容积的频率漂移(例如心脏瓣膜上方的喷射血流)，可以确定其方向、速度，并显示出来。这对心血管方面的研究特别有用，对其他的一些医学领域也是必要的，比方说诊断肝脏门脉高压症时的血流逆行。多普勒信息的图形化显示可以使用频谱多普勒，也可以使用彩色多普勒或者能量多普勒。通常此信息利用立体声扬声器表现出来：是一种虽然为人工合成，但是特征明显的声音。彩色多普勒超声在中国大陆亦称彩超。
严格说来，大多数现代超声仪并不使用多普勒效应来测定流速，而是依赖脉冲多普勒(PW)技术。机器发出超声波脉冲，然后再切换至接收模式。这样，接收到的反射脉冲并没有频率漂移，声学效应也不连续。但是，经过多次测量，这些序贯的测量的相变可以用来得到频率漂移(因为频率是相变的速度)。为了从发射信号和接收信号得到相变漂移信息，通常使用2种算法中的一种：自相关技术或者相关性技术。更旧的机器，采用连续多普勒(CW)技术，按上述方式显示多普勒效应。为了做到这点，机器的发射和接收换能器必须是分立的。采用连续多普勒技术的机器，其主要缺点在于不能获得距离信息（而这正是脉冲多普勒系统的主要优点——发射和接收脉冲所花的时间在知道声速的情况下可以换算成距离信息）。
在超声领域（但不是指信号处理领域），术语多普勒超声兼指脉冲多普勒和连续多普勒系统，而忽视速度测量的不同机理。